# 秋山浩徳
秋山 浩徳（あきやま ひろのり、1970年4月22日 - ）は、日本のギタリスト。
千葉県佐倉市出身。麻布高等学校卒業、上智大学中退。既婚。

## 来歴・人物
中学時代にバレーボール部とラグビー部を掛け持ちした後、ギターを始める。一時、レーシングカートの活動をしていたが挫折し、ギタリストとしての活動を本格的に開始する。デビュー前からの友人に浦清英、河野圭、片岡大志らがいる。
1995年、MOON CHILDにサポート・ギタリストとして参加、1996年秋に正式加入する。1999年のバンド解散後はスタジオ・ミュージシャン、サポート・ミュージシャンとして活動。現在はaikoや槇原敬之などのライブに参加している。

## 主な参加アーティスト

### ライブ
- 宇多田ヒカル
- EXILE
- KAZCO
- 片岡大志
- KOKIA
- SCRIPT
- トータス松本
- 槇原敬之
- 玉置浩二

他

### レコーディング
- 阿部真央
- 上戸彩
- 植村花菜
- 宇多田ヒカル
- Cymbals
- SCRIPT
- 田村ゆかり
- 寺岡呼人
- トータス松本
- 伴都美子
- FUNKY MONKEY BABYS
- ポルノグラフィティ
- ゆず

他